# Municipio de St. James (condado de Misisipi)
El municipio de St. James (en inglés: St. James Township) es un municipio ubicado en el condado de Mississippi en el estado estadounidense de Misuri. En el año 2010 tenía una población de 5700 habitantes y una densidad poblacional de 36,48 personas por km².

## Geografía
El municipio de St. James se encuentra ubicado en las coordenadas 36°47′19″N 89°22′33″O / 36.78861, -89.37583. Según la Oficina del Censo de los Estados Unidos, el municipio tiene una superficie total de 156.23 km², de la cual 155.52 km² corresponden a tierra firme y (0.45%) 0.71 km² es agua.

## Demografía
Según el censo de 2010, había 5700 personas residiendo en el municipio de St. James. La densidad de población era de 36,48 hab./km². De los 5700 habitantes, el municipio de St. James estaba compuesto por el 96.02% blancos, el 2.09% eran afroamericanos, el 0.39% eran amerindios, el 0.07% eran asiáticos, el 0.02% eran isleños del Pacífico, el 0.4% eran de otras razas y el 1.02% pertenecían a dos o más razas. Del total de la población el 1.39% eran hispanos o latinos de cualquier raza.